# Шуйский, Иван Петрович
Князь Ива́н Петро́вич Шу́йский (умер в 1588 году) — военный и государственный деятель, воевода, наместник и боярин во времена правления Ивана IV Васильевича Грозного и Фёдора Ивановича.
Из княжеского рода Шуйские. Внук князя Ивана Васильевича Шуйского. Старший сын героя Ливонской войны Петра Ивановича Шуйского. Имел брата, князя Никиту Петровича (погиб в 1571 году во время пожара).

## Биография

### Служба Ивану Грозному
Записан в Дворовой тетради «из Суздаля».
Зимой 1562/63 упомянут в числе боярских детей в свите царя в его походе на Полоцк «для своего дела и земскова с Москвы».
В 1565 году воевода в Кашире, а когда было получено известие о приходе крымского хана, то принял участие в походе против него в чине второго воеводы Большого полка.
В 1566 году в звании дворянина первой статьи участвовал в Земском соборе по поводу продолжения войны с Польшей, в этом же году назначен воеводой в Серпухов и поручился вместе с боярами в 15 тысяч рублей по князю М. И. Воротынскому в его верности. В 1569 году первый воевода в Туле.
В 1569-1570 году первый воевода в Данкове, откуда в сентябре 1571 года прислал Государю донесение о приходе крымцев к Донцу и получил приказ сойтись с воеводой князем Иваном Дмитриевичем Бельским и вместе двинуться на татар. В этом же году упомянут воеводой полка левой руки на берегу Оки у Коломны с коим ходил на помощь Москве, а после отхода крымцев ему доверили Сторожевой полк, сведённый из остатков московских войск. В июне 1571 года присутствует на свадьбе Ивана Грозного с Марфой Васильевной Собакиной и местничал с бояриным князем Одоевским Никитой Романовичем, дело выиграл.
В 1572 году во время нашествия на Москву 120-тысячного крымско-турецкого войска под предводительством хана Девлет-Гирея командовал сторожевым полком «детей боярских» состоящих из 960 служилых людей. Первый бой принял у Сенькина брода. Воевода в победоносной Битве при Молодях (26 июля — 03 августа). Именно бойцы его полка взяли в плен видного татарского военно-начальника Дивей-мурзу
В 1573 году воевода в Кашире, откуда вновь ходил на татар к Серпухову, разбил их и гнался за ними до Усть-Лопасни, где вторично их разбил. В этом же году отправился в Государём в поход на Ливонию и участвовал первым воеводой Сторожевого полка во взятии Пайды (Вейсенштейна) и Каркуса. В битве под городом Коловерь русская армия потерпела неудачу и откуда князь Шуйский отправлен воеводой и наместником в Псков, где уже был наместник П. Т. Шейдяков.
В январе 1575 года участвовал на свадьбе царя Ивана Грозного с Анной Григорьевной Васильчиковой «сидел за столом».
В конце 1575 — начале 1576 годов при формировании московского удела Ивана Грозного стал вторым по статусу членом Боярской думы Особого двора. В ноябре 1576 года вёл местническое дело с бояриным и князем Иваном Юрьевичем Булгаковым. В этом году получил крупные земельные пожалования, в том числе и родовые вотчины князей Горбатых-Шуйских и упомянут дворовым воеводою в государевом походе в Калугу.
В 1577 году пожалован чином боярин и был назначен вторым наместником Пскова. В апреле этого же года, вместе с великим князем Симеоном Бекбулатовичем тверским, ходил вторым воеводой Большого полка (командованием всей армии осуществлял именно князь Иван Петрович) на Лифляндию, а во Пскове производил набор войска. Данная военная кампания принесла значительный успех. По различным источникам русские полки взяли 24-27 ливонских городов, в том числе довольно значительные: Режицу, Чествин, Линовард, Кесь (Венден) и другие. Осенью, по возвращении из похода приглашён на обед к столу Государя. Местничал с князем Иваном Юрьевичем Голицыным.
В 1578 году ездил с Государём осматривать места под Влехом, а по взятии Владимирца был за государевым столом. В этом же году первый воевода Сторожевого полка в Кашире, во время нашествия крымского хана на Россию, занимал позицию на Оке у Сенькина брода, преграждая хану путь к Москве пытавшемся переправиться через реку.
В 1579 году производил в Пскове набор войска для новых военных действий против Речи Посполитой. В этом же году ходил с князем Шейдяковым к Острову на соединение с войском посланным на помощь осаждённому поляками Полоцку, а в ноябре местничал с бояриным и князем Василием Юрьевичем Булгаковым (брат предыдущего местника) и второе дело с князем В. Ю. Голицыным.
В мае 1580 года первый воевода Сторожевого полка в Ржеве и указано ему по трём росписям: Если польско-литовские войска пойдут к Куконосу и другим городам, а к Пскову не пойдут, то собраться в Пскове и сойдясь с воеводой Годуновым, идти против неприятеля первым воеводой Большого полка. Если враг пойдёт к Пскову, то быть там вторым воеводой. Если вражеские войска пойдут к Смоленску или Великим Лукам, то идти ему с войском в Вязьму к великому князю Симеону Бекбулатовичу тверскому и быть у него первым воеводой Сторожевого полка. В этом же году осадный воевода в Псковском кремле и Застенье, а после направлен в Порхов.
В 1581 году осадный воевода в Пскове, откуда приглашён в Москву и присутствует на свадьбе Ивана Грозного на Нагой Марии Фёдоровне (был при постели новобрачных) и местничал с князем Михаилом Никитичем Одоевским, дело проиграл. В этом же году верстал в Пскове коломенских детей боярских.
В 1581 году князь Иван Петрович Шуйский совершил свой главный подвиг, доставивший ему славу и известность, лично руководил героической обороной Пскова, защитил город от громадного польско-литовского войска осадивших Псков, под началом одного из известнейших полководцев того времени, польского короля Стефана Батории. Иван Грозный, когда пришло известие, что король польский идёт к Пскову, взял с воевод клятву, что не сдадут город пока будут живы. К такой же присяге был приведён весь гарнизон и житель города. Стены Пскова были укреплены и готовы к обороне, когда 26 августа войска Батории подошли к городу. В Пскове находилось 50 000 пехоты и 7 000 конников. Руководство гарнизоном принял Шуйский. Под его началом были отражены приступы неприятеля 28 октября и 02 ноября. Русские ратники во время обороны, не раз делали удачные вылазки на врага. Только 6 января 1582 года, когда Батория понял, что город не взять, после заключения перемирия, снял осаду и возвратился на родину. После снятия осады князь Иван Петрович ещё два года воеводствовал в Пскове, сперва вторым, а с конца 1583 года первым воеводой и наместником.
Весной 1584 года был вызван в Москву и введён Иваном Грозным в состав регентского совета, образованного для ведения дел при наследнике — Фёдоре Ивановиче.

### Служба Фёдору Ивановичу
Князь Иван Петрович враждовал с Борисом Годуновым в годы правления Фёдора Ивановича, сделавшись главой антигодуновской оппозиционной партии.
В 1584 году, во время коронации царя Фёдора Ивановича 31 мая — Шуйский получил звание псковского наместника и все доходы со спасённого им города, какой до него не получал ещё ни один боярин, а также новые земельные пожалования.
В марте 1585 года первый воевода в Пскове и указано ему если польско-литовское войско пойдёт к Новгороду, то ехать туда и быть воеводой в городе, а в Псковской области поручено заняться стройкой городов и острогов. В 1586 году наместник и первый воевода в Пскове, в ноябре в чине первого воеводы войск правой руки участвовал в походе против шведов и велено ему если в данном походе Государя не будет, то быть первым воеводой Большого полка. В этом же году упомянут вторым при представлении Государю польского посла.
Летом 1586 года, он вместе с братьями и с помощью митрополита Дионисия и некоторыми другими боярами, пытались развести царя Фёдора с Ириной Годуновой, из-за её бесплодия, но их попытка оказалась неудачной, в результате чего Борис Годунов удержался у власти, а Дионисий 13 октября лишился статуса митрополита.
Годунов с провокационной целью поручил князь Ивану Петровичу судить местническое дело печатника Алферьева с Ф. Л. Лошаковым-Колычёвым, а затем обвинил Шуйского в том, что тот судил в пользу своего близкого Колычёва, подвергнут опале и сослал (возможно уехал добровольно) сперва в своё родовое имение село Лопатницы Суздальского уезда, что в 12 верстах от Суздаля, а весной 1587 года сослан в Кирилло-Белозерский монастырь. Ссылка в монастырь была обусловлена тем, что князь Иван Петрович по дороге из Москвы в своё имение, где он должен был находиться в ссылке, заехал в Покровский монастырь и повидался со ссыльной Прасковьей Соловой, второй супругой царевича Ивана Ивановича (в случае её растрижения после смерти царя Фёдора Ивановича, являлась реальным претендентом на престол). Он пригласил её и игуменью монастыря Леониду к себе в Лопатницы, на что получил согласие и вскоре они посетили опального князя. От царя Фёдора Ивановича (читай Бориса Годунова) 22 марта 1587 года была прислана грамота о производстве розыска князем Дмитрием Ивановичем Хворостининым, в результате которой князь Шуйский был схвачен и отправлен в монастырь.
Там 16 ноября 1588 (предположительно) года насильственно принуждённый принять схиму с именем Иов, Шуйский неожиданно при таинственных обстоятельствах умер.
Имеется несколько версий его гибели:
1. По дороге в ссылку заперт в избе и сожжён заживо или погиб от дыма зажжённого сырого сена[7].
2. Умер в своей монастырской келье от угарного газа[8].
3. Убит 16 ноября 1588 года, задушен приставом князем Иваном Самсоновичем Турениным.
4. Умер 10 апреля 1589 года в Кирилло-Белозерском монастыре[9].

Погребён в Кирилло-Белозёрском монастыре (на восточном берегу озера Сиверского).
Царь Фёдор Иванович дал вклад по князю Ивану Петровичу Шуйскому: 1 сентября в размере 100 рублей, а 22 ноября 1588 года в размере 50 рублей в Кирилло-Белозерский монастырь.
Был в браке с княжной Соломонидой, в иночестве Марфа (Софья, погребена 21 января 1581 года).

## Критика
Согласно предположениям, высказанных в работах С. Ф. Платонова, С. Б. Веселовского, П. А. Садикова, А. А. Зимина, Р. Г. Скрынникова — князь Иван Петрович Шуйский являлся опричником Ивана Грозного.
П. В. Долгоруков в «Российской родословной книге» показывает князя № 56 Ивана Петровича Шуйского (о ком статья) отцом четырёх детей, князей: царя Василия IV Ивановича Шуйского, Дмитрия, Александра и Ивана Пуговку, что не соответствует действительности. Все они являлись детьми князя № 52 Ивана Андреевича Шуйского, который в этом же источнике показан бездетным.

## Современные изыскания
Уже в наше время доказано, что Иван Шуйский был убит по приказу Бориса Годунова. Денежный вклад на помин души Ивана Шуйского был внесён в Кирилло-Белозерский монастырь через 12 дней после его смерти. За такой срок невозможно было сообщить о смерти в Москву и получить оттуда деньги на поминовение. Значит, они были доставлены заранее, а Ивана Шуйского везли в ссылку на смерть.

## Память
- Именем Шуйского была названа улица в Пскове.